# یوجین گوردون لی
یوجین گوردون لی (انگلیسی: Eugene Gordon Lee؛ ‏ ۲۵ اکتبر ۱۹۳۳ – ۱۶ اکتبر ۲۰۰۵) بازیگر اهل ایالات متحده آمریکا و یکی از اعضای گروه دارودسته ما بود که نقش پورکی را بازی می‌کرد.
از فیلم‌هایی که وی در آن‌ها نقش داشته‌است، می‌توان به ژنرال اسپنکی اشاره نمود.